# 史孝章
史孝章（800年—838年），字得仁，唐朝灵武郡建康县（今甘肃省高台县东南）人，史宪诚之子。本名史唐，后改名孝章。
史孝章幼年聪悟好学，性情端正谨慎。史宪诚作战奋力，宾客以挽强击剑自夸，史孝章独自退让如同儒生，宣称《诗》、《书》大义。元和年间，李愬为魏博节度使，取大将子弟列于军籍。史孝章希望作为文职，李愬令他摄都督府参军。史宪诚占据魏州领节钺，史孝章改士曹参军、兼监察御史，赐绯。史孝章以父亲在藩镇多违朝旨，曾经哭涕极谏，陈说逆顺之理：“大河之北号富强，然而挺乱取地，天下指河朔若夷狄然。今大人身封侯，家富不赀，非痛洗溉，竭节事上，恐吾踵不旋祸且至。”史宪诚粗武不听。唐文宗听说後，擢升史孝章为检校太子左谕德、兼侍御史，充节度副使，官至检校左散骑常侍、兼御史大夫，赐紫。史宪诚想要帮助李同捷，史孝章极力劝说，史宪诚稍稍同意。又劝父亲出师讨李同捷自明心迹，唐文宗进升他为检校工部尚书。史孝章于是领本道兵攻打沧景李同捷。史孝章入朝，文宗慰劳甚厚。史宪诚上书求朝觐，文宗知道不是史宪诚本意，是史孝章之谋，于是加礼部尚书，分相、卫、澶三州别为一镇，任命史孝章为节度使。史孝章未到镇，史宪诚死于魏州军乱。文宗以史孝章有忠节，夺情起复为右金吾卫将军。一年后，授鄜坊节度使，进检校户部尚书。任职四年，改任滑州义成军节度使。一年后，入为右领军大将军，改右金吾卫大将军，授邠宁节度使。史孝章历任三镇，虽没有特殊成绩，但是谨身畏法，能保始终。开成三年十月以病请还，在途中去世，年三十九岁，赠尚书右仆射。